# 軽功
軽功（けいこう、繁体字: 輕功; 簡体字: 轻功; 拼音: qīnggōng; ウェード式: chin k'ung; イェール式広東語: hìng gùng チンゴン）は、中国武術において体を軽くする功夫（鍛錬法）またはその技。「軽身功」とも言う。
食事と、気功の元となった伝統的な気の訓練によって修得するとされる。実際に空を飛ぶのではなく、高く跳ねたり速く走ったりするなど身軽になることを目的とする。

## 武俠小説における軽功
中国の大衆小説である武俠小説の世界に登場する軽功を得意とする者は、常人の何倍もの速さで疾駆する他、草や木の葉を足掛かりに宙高く空を跳ぶ、水面を渡る、垂直な壁を伝い登るといった技が披露され、最高境地に達すると、宙を自由自在に飛行することも可能になる。高度な軽功には内功の裏打ちが求められる場合が多い他、女性に軽功を得意とする者が多い傾向がある。
少林サッカーなど映画、ドラマといった映像化作品においては、軽功はワイヤーアクションを用いて表現されることが多い。